# Passerelle de Bry-sur-Marne
La passerelle de Bry-sur-Marne est un pont en fer pour piétons qui traverse la Marne pour relier les villes de Perreux (rue du Bac) et Bry-sur-Marne (rue de la Pépinière).

## Historique
La passerelle est construite à l'emplacement de l'ancien « passage d'eau » de l'île Laroche (disparue en 1874) reliant la rue du Bac au Perreux et la rue Aristide-Briand à Bry. Demandée par les conseils municipaux du Perreux et de Bry-sur-Marne depuis les années 1880, elle est à l'origine destinée à faciliter les relations entre la partie nord de la commune de Bry-sur-Marne et la commune du Perreux où passe depuis 1889 le tramway nogentais (Vincennes, Ville-Evrard) permettant ainsi l'accès des « Parisiens » à la plaine de la Pépinière.
La construction de la passerelle et l'expropriation des terrains alentour coûtent autour de 2.200.000 francs aux communes engagées. La construction de la passerelle s'inscrit dans un ensemble de projets structuraux le long de la Marne. La commune de Nogent-sur-Marne finance le projet à hauteur de 50.000 francs. La ville de Paris, qui possède des terrains autour du projet, contribue aussi à son financement. La construction de la passerelle est assurée par MM. Émile Blin et fils (fondations et ouvrages de pierre) avec la société de construction de Levallois-Perret (partie métallique) et débute en mai 1893.
Elle est inaugurée le 21 juin 1894 en présence de MM. Poubelle (préfet de la Seine), J-B. Arès (maire de Bry-sur-Marne) et C. Ollier (maire du Perreux).
En 1913, le sol en bitume est remplacé par un plancher en chêne. La passerelle est surélevée en 1917 pour augmenter le tirant d'eau dont l'insuffisance avait occasionné plusieurs accidents. En juin 1940, la travée côté Perreux est détruite par le Génie Français puis reconstruite en bois la même année.
Le 1er décembre 2007, la passerelle est officiellement rétrocédée aux communes de Bry-sur-Marne et Le Perreux par le conseil général du Val-de-Marne.
En 2011, la ville de Bry-sur-Marne vote l'installation d'une caméra de vidéosurveillance sur le pont.

## Description

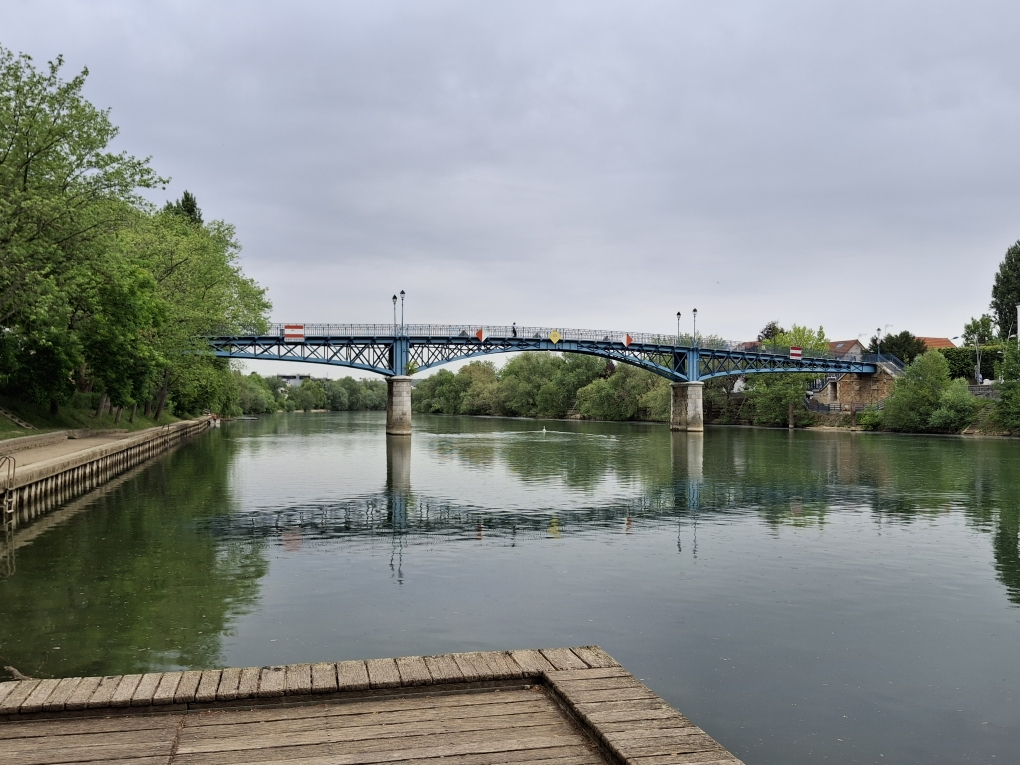
La passerelle de Bry-sur-Marne vue depuis le chemin du bord de Marne au Perreux-sur-Marne. La ville de Bry est sur la droite.

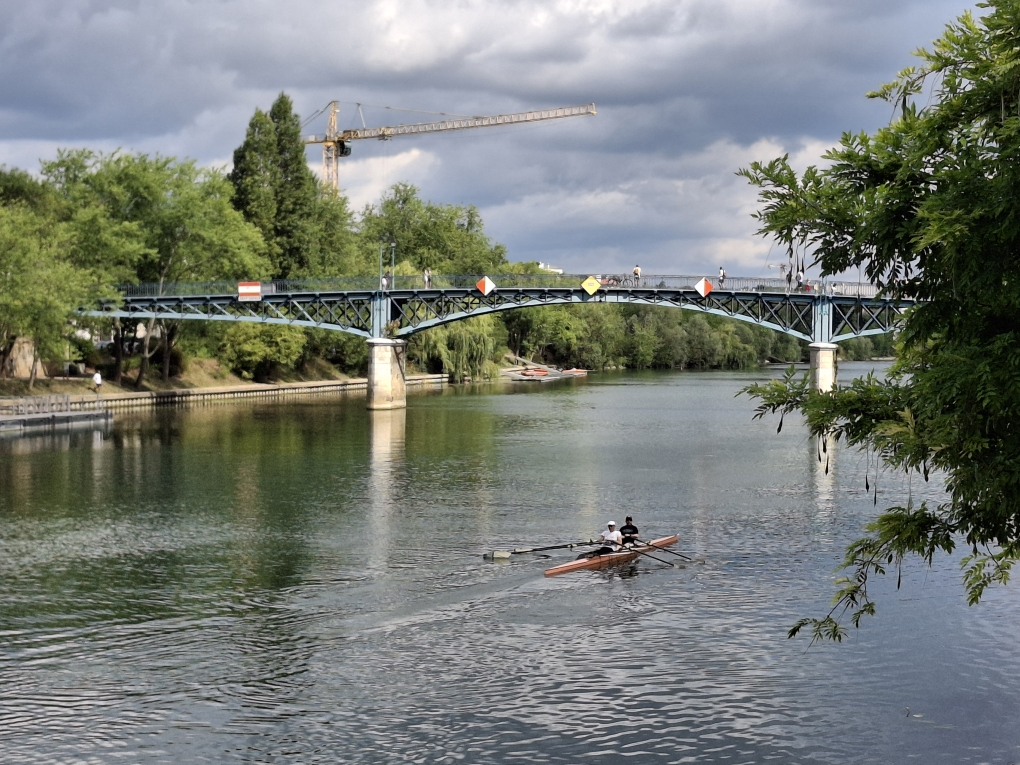
La passerelle de Bry-sur-Marne le matin du 14 juillet 2025. La photo a été prise depuis Bry, en regardant vers Le Perreux.

Située à 1 km du pont de Bry, la passerelle est un ouvrage en fer, établi en biais sur l'axe de la Marne, de 82 m de long sur 3,5 m de large avec des escaliers doubles donnant accès aux deux rives. Le sol était constitué par un dallage en bitume reposant sur un plancher en chêne, supporté par des poutrelles.
Le pont repose sur un axe de 78 degrés par rapport au tracé de la Marne. Le pont est composé de trois travées métalliques (21,5m, 30m, 24,5m). Le tablier métallique est composé de 2 poutres principales.
L'escalier de la passerelle à double volée a été taillé dans de la pierre de meulière. Des trappes d’accès en contrebas mènent à des gaines techniques. Une brèche anti-crue traverse cet escalier.
Le pont et ses piles sont bâtis sur des couches de terrain limoneuses et vaseuses surmontant du sable de Beauchamps. Les 42 pilotis de la construction descendent jusqu'à 10 mètres sous terre.